# Đuổi tà

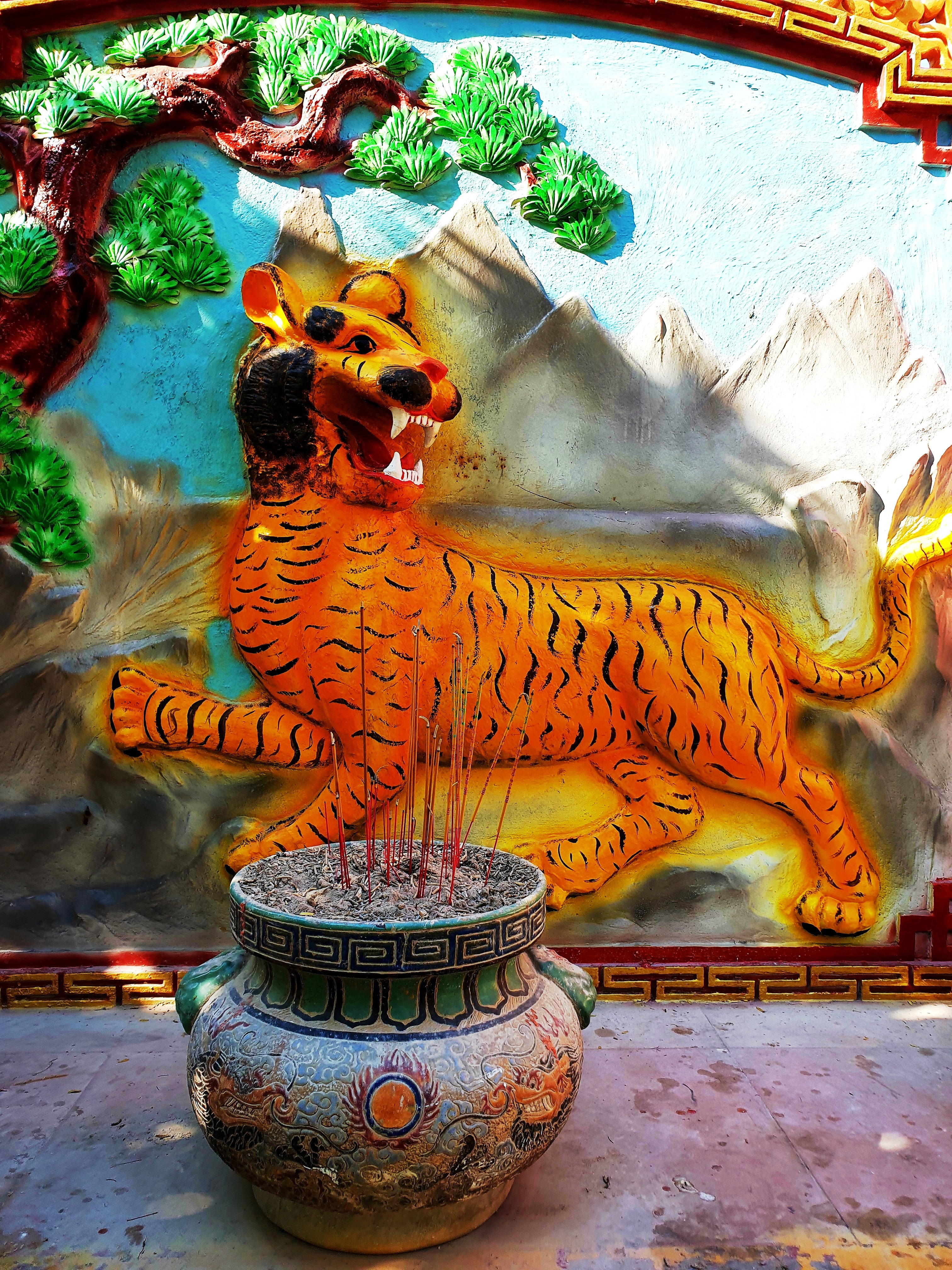
Điêu khắc hình cọp trên tấm bình phong ở đình Bình Đông

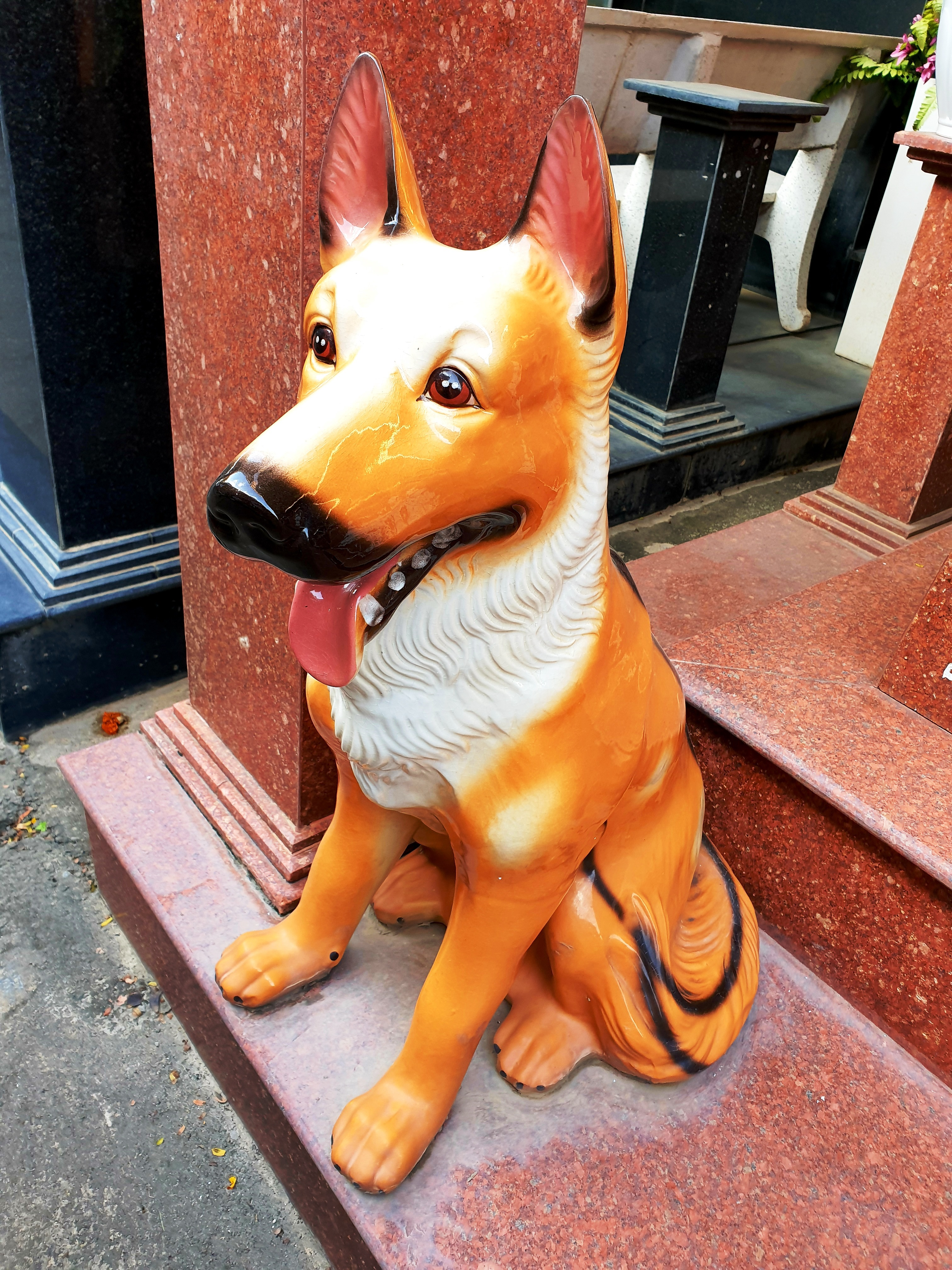
Đặt tượng chó trước nhà để đuổi ma

Đuổi tà hay xua đuổi tà ma, hay đuổi vong hoặc còn gọi là đuổi tà hóa sát là loại phép thuật nhằm mục đích hóa giải những trở ngại hoặc ảnh hưởng xấu, xua đi vận rủi hoặc ngăn chặn tà ma, ác quỷ. Đây là thực hành tín ngưỡng vì mê tín hoặc sự mơ hồ huyễn hoặc thể hiện qua những lá bùa may mắn, bùa hộ mệnh, vật phẩm tín ngưỡng, đồ thờ cúng, vật phẩm phong thủy hoặc các cử chỉ tâm linh khác. Điều này cũng tương tự như những quan niệm về trấn trạch, giải hạn, trừ tà, trục vong. Một số nơi có tình trạng người dân tin vào thầy cúng, thầy bói để bắt bệnh hoặc trừ tà, đuổi ma, rồi người già ốm, con trẻ khóc nhiều hay làm ăn không gặp may đều tìm đến thầy cúng để cúng kiếng, giải hạn vì vẫn còn tư tưởng thầy bói, thầy cúng có thể chữa trị được bệnh.
Những ghi nhận đầu tiên cho thấy người Hy Lạp cổ đại đã cúng dường cho "các vị thần bảo hộ" (ἀποτρόπαιοι θεοί, apotropaioi theoi), các vị thần và anh hùng theo đạo giáo, những người ban cho sự yên ổn và xua đuổi tà ác. Các nghi lễ đuổi tà đã được thực hành khắp Cận Đông cổ đại và Ai Cập cổ đại. Các vị thần đáng sợ đã được triệu thỉnh qua nghi lễ để bảo vệ con người đang tỉnh cầu bằng cách xua đuổi tà ma. Ở Ai Cập cổ đại, những nghi lễ gia đình này (được thực hiện trong nhà, không phải ở đền thờ) và được thể hiện bởi vị thần nhân cách hóa chính ma thuật là vị thần Heka. Hai vị thần thường được triệu gọi đến trong các nghi lễ này là thần hà mã - được hình thành nữ thần sinh sản, Taweret, và quỷ sư tử, Bes.

## Dân gian
Trong văn hóa Á Đông và văn hóa Việt Nam, những tín niệm về xua đuổi ta mà cũng ăn sâu vào tâm thức dân địa phương. Một căn nhà có phong thủy xấu thường khiến cho gia chủ gặp phải nhiều trở ngại và bất ổn trong cuộc sống (có cảm giác bất an, tà khí vây quanh) nên thuật hóa sát (tiêu trừ hung thần) thường được nghiên cứu trong phong thủy. Trong số những vật trừ tà ma, gương bát quái được sử dụng nhiều, người ta thường được treo trước cửa nhà, cửa phòng trọ nhằm xua đuổi tà ma, tránh cho chúng vào trong phòng quấy nhiễu. Những vật phẩm khác có sẵn trong bếp mà theo quan niệm cũng có chức năng này như tỏi, hạt tiêu, hành tây, đậu xanh, vôi, muối, có người còn lên chùa xin tro (gio). Người ta còn trồng những cây được cho là trừ tà như cây đào, cây liễu, lá ngải, cây bạch quả, cây bách, cây xoan đào, hạt vô hoạn, cây lô hội, cành dâu.
Bên cạnh đó thanh kiếm làm bằng gỗ đào, chuỗi hạt làm bằng gỗ đào hay vòng tay (lập lắc) ngọc thạch cũng trợ giúp hộ bình an cho gia chủ, ngọc bội tự nhiên sẽ ngăn ngừa tà khí, bảo vệ gia chủ, ngoài ra còn vòng đá tử vi, nhẫn trừ tà, vòng kiềng bằng bạc, mặt giây chuyền có khắc hình Phật tổ, Quan Âm. Các vật phẩm khác có thể kể đến như chuông gió, bình hồ lô, bùa ngũ sắc bên trong có trong bỏ hạt mùi, hồng hoàng và những loại quả khô. Người ta còn đặt tượng hổ và tượng chó để bảo vệ ngôi nhà vì đây là những loài vật lưu truyền trong dân gian có năng lực đuổi trừ tà ma, hóa giải sát khí (hóa sát), có tác dụng trấn an, trấn trạch, tượng chúng thường đặt trước cửa nhà hoặc hướng ra phía ngoài. Trong dân gian còn có kiểu đặt tên thật xấu cho trẻ con để cho trẻ con chóng lớn, ít bệnh tật, ví dụ những cái tên như Hoắc Khứ Bệnh (đuổi bệnh đi) hay Tân Khí Tật (xua đuổi tật nguyền).